# Sint-Lucaskerk (Vloesberg)

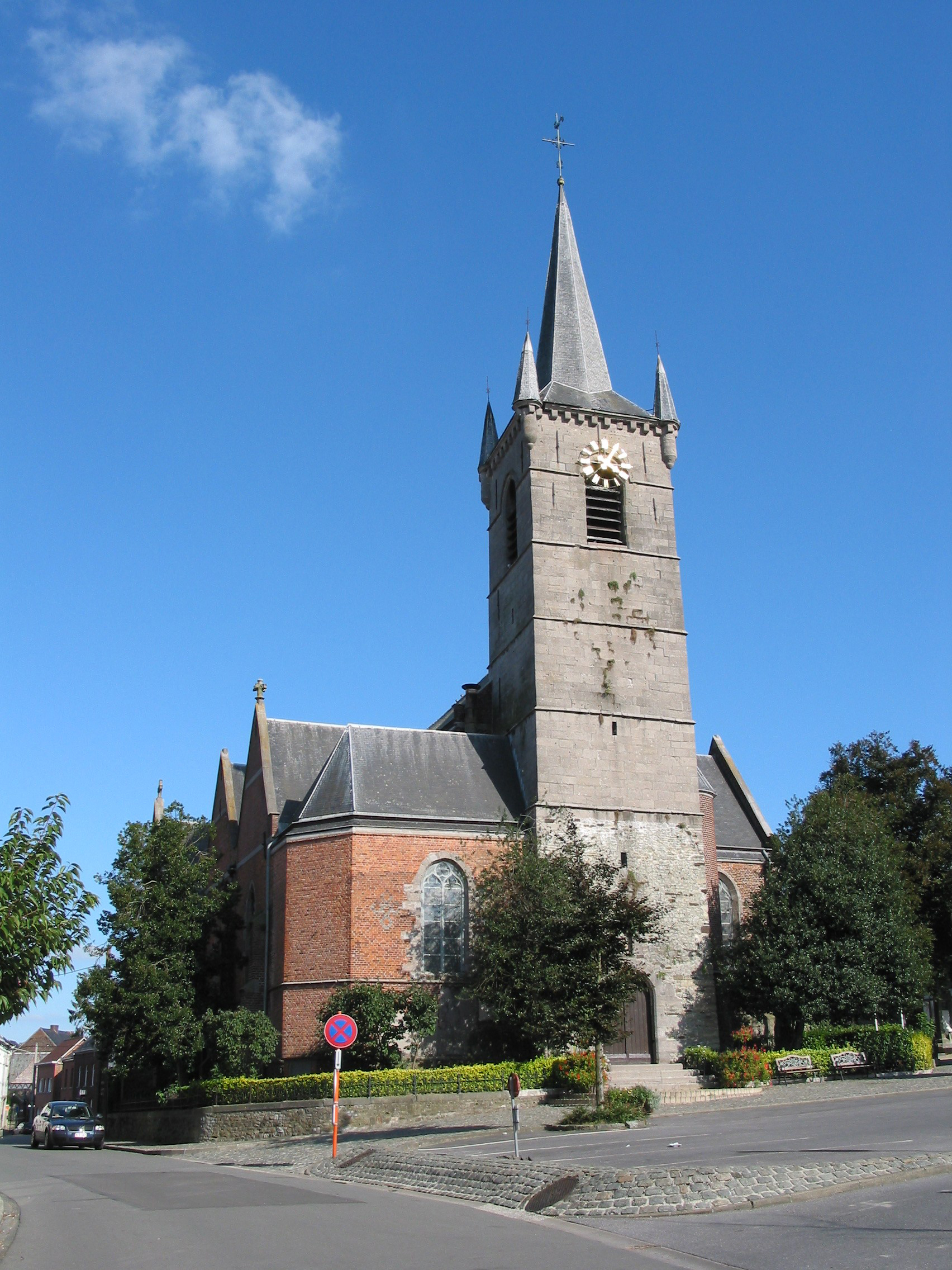
Sint-Lucaskerk

De Sint-Lucaskerk (Église Saint-Luc) is de parochiekerk van de plaats Vloesberg in de Belgische provincie Henegouwen, gelegen aan het Place.
De bouw van deze kerk strekte zich uit over meerdere eeuwen, maar de bouwstijl is overwegend gotisch en kwam in de 16e eeuw tot stand. Het onderste deel van de toren stamt uit de 12e eeuw en is in romaanse stijl. In die tijd behoorde het patronaatsrecht al toe aan de Sint-Maartensabdij van Doornik. De oudste delen van het schip zijn 13e-eeuws, terwijl de pilaren en de gewelven in de 17e respectievelijk de 18e eeuw werden gerestaureerd. Aan het huidige koor werd eind 15e eeuw begonnen en in  de 16e eeuw werd dit werk voortgezet, terwijl toen ook gewerkt werd aan het transept en de bovenste geledingen van de toren.
De zes geledingen tellende toren werd gebouwd in zandsteen en kalksteen. Hij heeft een spits die door vier hoektorentjes wordt geflankeerd.

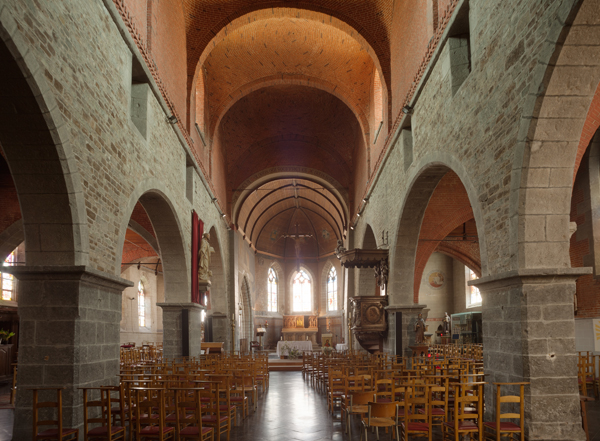
Interieur
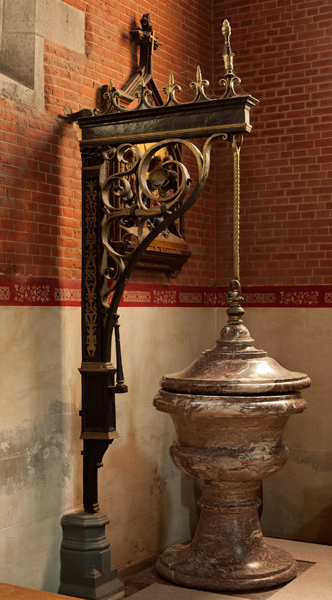
Doopvont
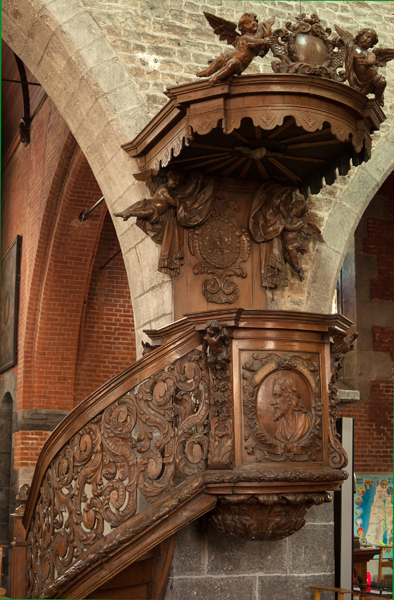
Preekstoel
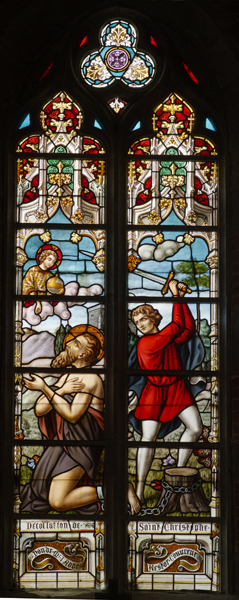
Glasraam met St. Cristoffel